# Motala kommun
58°32′11″N 15°2′15″Ø / 58.53639°N 15.03750°Ø
Motala kommune ligger i det nordøstlige hjørne af det svenske län Östergötlands län. Kommunen grænser til nabokommunerne Vadstena, Mjölby, Linköping og Finspång i Östegötlands län. I nord grænser kommunen til Hallsberg og Askersund kommuner i Örebro län. Kommunens administrationscenter ligger i Motala.

## Geografi
Motala har kystlinje til den store sø Vättern mod vest. Skærgården i Motalabugten er naturreservat. Floden Motala ström løber ud af Vättern og til søen Boren centralt i kommunen. Der er et kuperet og skovklædt morænelandskap.
Riksväg 50 og Göta kanal går gennem kommunen. Motala er knyttet til det svenske jernbanenet ved linjen mellem  Mjölby og Hallsberg.

## Byer
Motala kommune har ni byer.
I tabellen opgives antal indbyggere per 31. december 2005.
| #  | Byer       | Indbyggere |
| -- | ---------- | ---------- |
| 1. | Motala     | 29.798     |
| 2. | Borensberg | 2.712      |
| 3. | Tjällmo    | 578        |
| 4. | Fornåsa    | 454        |
| 5. | Nykyrka    | 419        |
| 6. | Österstad  | 334        |
| 7. | Fågelsta   | 316        |
| 8. | Klockrike  | 281        |
| 9. | Godegård   | 202        |

## Eksterne kilder og henvisninger
1. ↑  ”Folkmängd i riket, län och kommuner 31 mars 2013 och befolkningsförändringar 1 januari - 31 mars 2013” Statistiska centralbyrån. Læst 13. maj 2013.
2. ↑  Motalabuktens öar – Länsstyrelsen Östergötaland
3. ↑  Artikel om Motala kommune i snl.no

- Wikimedia Commons har flere filer relateret til Motala kommun
- Officiel hjemmeside for Motala kommune